# Burni Arasmargas
Burni Arasmargas är en kulle i Indonesien.   Den ligger i provinsen Aceh, i den västra delen av landet, 1 600 km nordväst om huvudstaden Jakarta. Toppen på Burni Arasmargas är 459 meter över havet, eller 399 meter över den omgivande terrängen. Bredden vid basen är 2,5 km.
Terrängen runt Burni Arasmargas är huvudsakligen platt.Runt Burni Arasmargas är det ganska tätbefolkat, med 56 invånare per kvadratkilometer. I omgivningarna runt Burni Arasmargas växer i huvudsak städsegrön lövskog.